# バッカス・レディ
『バッカス・レディ』（英語: The Bacchus Lady、朝鮮語: 죽여주는 여자）は、2016年に制作された韓国映画で、イ・ジェヨンが監督した劇映画。第66回ベルリン国際映画祭のパノラマ部門や、シアトル国際映画祭で上映された。監督自身はこの映画を「ほろ苦いドラマ (bittersweet drama)」と表現している。
映画は、バッカス・レディとして働く年老いた売春婦ユン・ソヨン（윤소영、Youn So-young）の生活を描く。

## キャスト
- ユン・ヨジョン - ソヨン（소영、So-Young）
- チョン・ムソン（朝鮮語版） - ジェウ（재우、Jae-Woo）
- ユン・ゲサン - ドフン（도훈、Do-Hoon）
- パク・スンテ（朝鮮語版） - 刺青眉の女
- アン・アジュ（안아주、An A-zu）
- チェ・ヒョンジュン（최현준、Choi Hyun-jun）

## 受賞、ノミネーション
| 年   | 賞                           | 部門             | 受賞者         | 結果       |
| ---- | ---------------------------- | ---------------- | -------------- | ---------- |
| 2016 | 第37回青龍映画賞             | 最優秀主演女優賞 | ユン・ヨジョン | ノミネート |
| 2016 | 第20回ファンタジア国際映画祭 | 最優秀主演女優賞 | ユン・ヨジョン | 受賞       |
| 2016 | 第20回ファンタジア国際映画祭 | 脚本賞           | イ・ジェヨン   | 受賞       |
| 2017 | 第53回百想芸術大賞           | 最優秀主演女優賞 | ユン・ヨジョン | ノミネート |
| 2017 | 第26回釜日映画賞             | 最優秀主演女優賞 | ユン・ヨジョン | 受賞       |